# Mark Twain
Samuel Langhorne Clemens (Florida, Misuri, 30 de noviembre de 1835-Redding, Connecticut, 21 de abril de 1910), más conocido por su seudónimo Mark Twain, fue un escritor, orador y humorista estadounidense. Escribió obras de gran éxito y fama mundial como El príncipe y el mendigo o Un yanqui en la corte del Rey Arturo, pero es conocido sobre todo por su novela Las aventuras de Tom Sawyer y su secuela Las aventuras de Huckleberry Finn.
Twain se crio en Hannibal (Misuri), lugar que utilizaría como escenario para las aventuras de Tom Sawyer y Huckleberry Finn. Trabajó como aprendiz de un impresor y como cajista, y participó en la redacción de artículos para el periódico de su hermano mayor Orion. Después de trabajar como impresor en varias ciudades, se hizo piloto navegante en el río Misisipi, trabajó con poco éxito en la minería del oro y retornó al periodismo. Como reportero, escribió una historia humorística, La célebre rana saltarina del condado de Calaveras (1865), que se hizo muy popular y atrajo la atención hacia su persona a escala nacional, y sus libros de viajes también fueron bien acogidos. Twain había encontrado su vocación.
Consiguió un gran éxito como escritor y orador. Su ingenio y espíritu satírico recibieron alabanzas de críticos y colegas, y se hizo amigo de presidentes estadounidenses, artistas, industriales y de la realeza europea. Carecía de visión financiera y, aunque ganó mucho dinero con sus escritos y conferencias, lo malgastó en varias empresas y se vio obligado a declararse en bancarrota. Con la ayuda del empresario y filántropo Henry Huttleston Rogers finalmente resolvió sus problemas financieros.
Twain nació durante una de las visitas a la Tierra del cometa Halley y predijo que también «me iré con él»; murió al siguiente regreso a la Tierra del cometa, 74 años después. William Faulkner calificó a Twain como «el padre de la literatura estadounidense».

## Biografía

### Primeros años

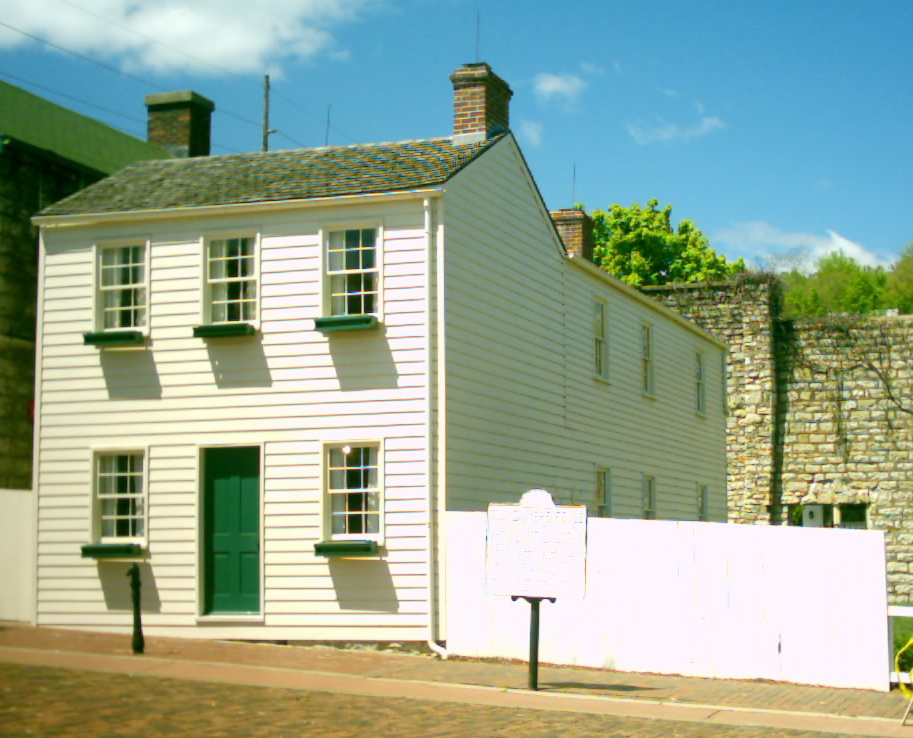
La casa donde Samuel pasó su infancia en Hannibal (Misuri).

Samuel Langhorne Clemens nació el 30 de noviembre de 1835 en la pequeña población estadounidense de Florida, Misuri, a la que sus padres, John Marshall Clemens (11 de agosto de 1798-24 de marzo de 1847) y Jane Lampton Clemens (18 de junio de 1803-27 de octubre de 1890), se habían trasladado desde el condado de Fentress (Tennessee) para vivir cerca de un próspero tío suyo, John Quarles, propietario de una tienda, una granja y unos veinte esclavos negros.
Era el sexto de los siete hijos de la pareja, pero solo tres de sus hermanos sobrevivieron a la infancia: su hermano Orion (17 de julio de 1825-11 de diciembre de 1897), Henry, que murió en la explosión de una embarcación fluvial (13 de julio de 1838-21 de junio de 1858) y Pamela (19 de septiembre de 1827-31 de agosto de 1904). Su hermana Margaret (31 de mayo de 1830-17 de agosto de 1839) falleció cuando él tenía tres años, y su hermano Benjamin (8 de junio de 1832-12 de mayo de 1842) murió tres años más tarde. Otro hermano, Pleasant (1828-1829), murió con tan solo seis meses de edad. Twain nació dos semanas después de la aproximación máxima a la Tierra del cometa Halley.
A los cuatro años de edad, pocos meses después de la muerte de su hermana Margaret, su familia se trasladó a la cercana Hannibal (Misuri), puerto fluvial en el Misisipi, y allí realizó sus primeros estudios. Hannibal sirvió de inspiración para el pueblo ficticio de San Petersburgo en Las aventuras de Tom Sawyer y Las aventuras de Huckleberry Finn. En esa época Misuri era un estado esclavista, y el joven Twain estaba familiarizado con la institución de la esclavitud, tema que exploró más tarde en sus escritos.

### Juventud

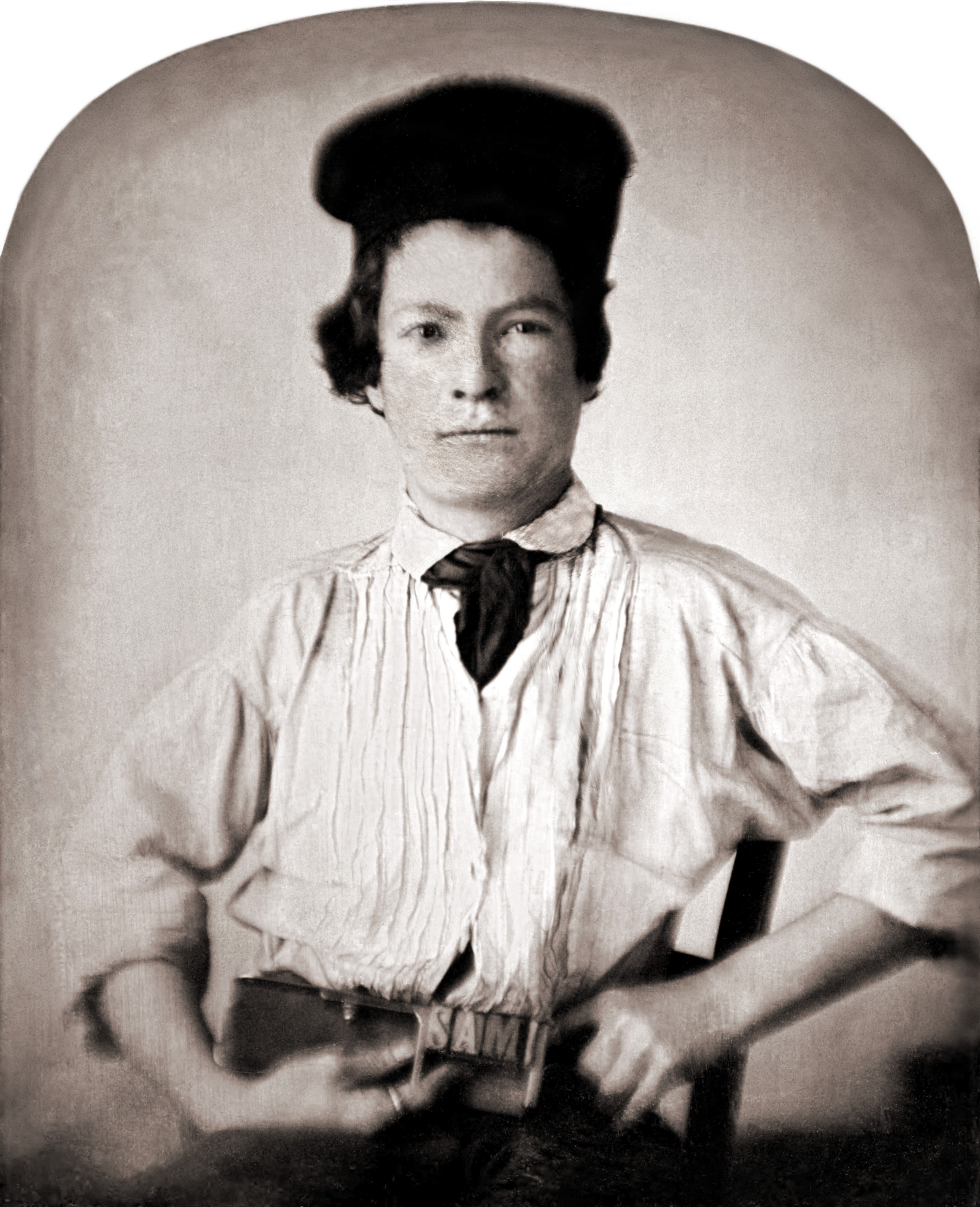
Samuel Clemens a la edad de quince años.

Su padre falleció de neumonía en marzo de 1847, cuando Samuel tenía 11 años. Dejó el colegio sin terminar sus estudios (había completado el 5.º grado), y al año siguiente comenzó a trabajar como aprendiz de impresor en un periódico local. En 1851 llegó a ser tipógrafo y empezó a publicar algunos bosquejos humorísticos y breves relatos de viajes en el Hannibal Journal, periódico propiedad de su hermano mayor, Orion. Cuando tenía 18 años, en 1853, se marchó de Hannibal y fue con su hermano que había comprado parte del Journal de Muscatine (Iowa), y entre 1853 y 1855 Samuel realizó diversas contribuciones en forma de relatos de viaje, mientras viajaba y trabajaba como impresor itinerante en Nueva York, Filadelfia, San Luis y Cincinnati. También vivió y trabajó en Keokuk, Iowa, y envió algunos artículos al diario local. Se afilió al recientemente formado sindicato de tipógrafos International Typographical Union, y se formó a sí mismo en bibliotecas públicas por las tardes, buscando mayor información que en una escuela convencional. Con 22 años regresó a Misuri.
Durante un viaje a Nueva Orleans río abajo por el Misisipi, viendo a Horace E. Bixby, piloto navegante de los típicos riverboats, vapores de ruedas que navegaban por ese río, Twain decidió buscar trabajo él mismo como piloto. Tal como observó posteriormente en su obra Vida en el Misisipi, el piloto de un barco de vapor superaba incluso al capitán en prestigio y autoridad, y era una ocupación provechosa, con un salario de 250 dólares mensuales, una cantidad importante para la época. Un piloto de barco de vapor fluvial necesitaba tener un amplio y detallado conocimiento sobre el cambiante río y ser capaz de detenerse en centenares de puertos y embarcaderos de madera. Samuel estudió meticulosamente más de 3000 km del Misisipi durante más de dos años hasta que consiguió la licencia de piloto fluvial en 1859. Durante su formación, Samuel convenció a su hermano Henry para que trabajara con él. Henry murió el 21 de junio de 1858 en la explosión del Pennsylvania, vapor en el que trabajaba. Samuel había tenido una premonición de esta muerte en un sueño realista que tuvo un mes antes, lo que hizo que se interesara por la parapsicología; fue uno de los primeros miembros de la Society for Psychical Research (Sociedad para la Investigación Psíquica). Samuel se vio muy afectado y se sintió culpable durante el resto de su vida.
Su vida como piloto fluvial fue breve; trabajó en el río hasta que estalló la Guerra de Secesión estadounidense en 1861, y el tránsito por el Misisipi fue restringido. Misuri era un estado del sur estadounidense y estuvo representado tanto en el gobierno federal como en el confederado durante la guerra civil. Samuel y unos amigos suyos se unieron brevemente como voluntarios a un grupo de milicianos confederados, los Marion Rangers, durante dos semanas, antes de que se disolviera la compañía.

### Viajes

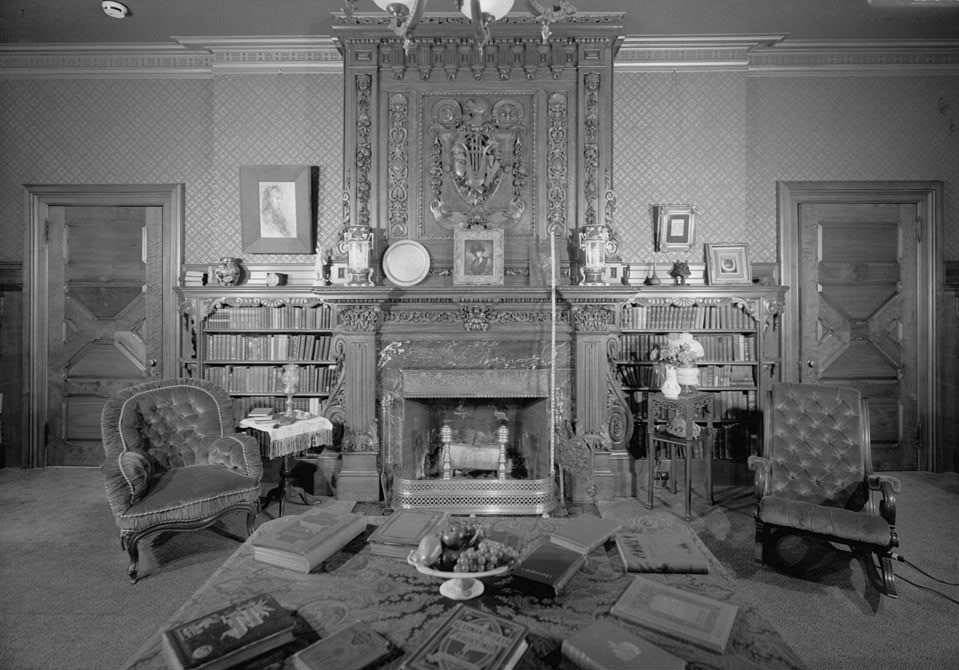
Biblioteca de la casa de Twain, con paneles de marquetería, chimeneas de la India, papeles pintados con relieve y una repisa artesana que la familia compró en Escocia.

Twain se reunió con su hermano Orion, que en 1861 había sido nombrado secretario de James W. Nye, gobernador del Territorio de Nevada, y se dirigieron hacia el Oeste. Ambos viajaron durante más de dos semanas en una diligencia a través de las Grandes Llanuras y las Montañas Rocosas, visitando la comunidad mormona de Salt Lake City por el camino. Estas experiencias le sirvieron como inspiración para Pasando fatigas y le aportaron material para La célebre rana saltadora del distrito de Calaveras. El viaje terminó en Virginia City, Nevada, donde se hizo minero con la intención de hacerse rico rápidamente, aunque sin éxito. Al año siguiente encontró trabajo en un pequeño diario de la ciudad, el Territorial Enterprise, y fue allí donde utilizó por primera vez su seudónimo: el 3 de febrero de 1863 firmó una historia humorística sobre un viaje, Letter From Carson – re: Joe Goodman; party at Gov. Johnson's; music, como «Mark Twain», adoptado de la expresión mark twain, típica de los cantos de trabajo de los negros en los riverboats del río Misisipi, que significa «marca dos», en referencia a dos brazas (3,6 m), el calado mínimo necesario para una navegación segura.
Twain se trasladó a San Francisco (California) en 1864, todavía como periodista. Allí conoció a escritores como Bret Harte, Artemus Ward y Dan DeQuille, y pudo haber tenido un romance con la joven poetisa Ina Coolbrith.
Su primer éxito como escritor llegó cuando su cuento humorístico La célebre rana saltadora del distrito de Calaveras se publicó en un semanario neoyorquino, The Saturday Press, el 18 de noviembre de 1865. Fue un éxito inmediato, que le dio reconocimiento a nivel nacional. Un año más tarde viajó a las islas Sándwich (en la actualidad las Hawái) como reportero del Sacramento Union. Sus diarios de viaje se hicieron populares y le sirvieron como base para sus primeras conferencias.
En 1867, un diario local le financió un viaje por el Mediterráneo. Durante su periplo por Europa y Oriente Medio, escribió una popular colección de cartas de viaje que en 1869 compiló bajo el título de Los inocentes en el extranjero. En este viaje conoció a su futuro cuñado, Charles Langdon.

### Matrimonio e hijos

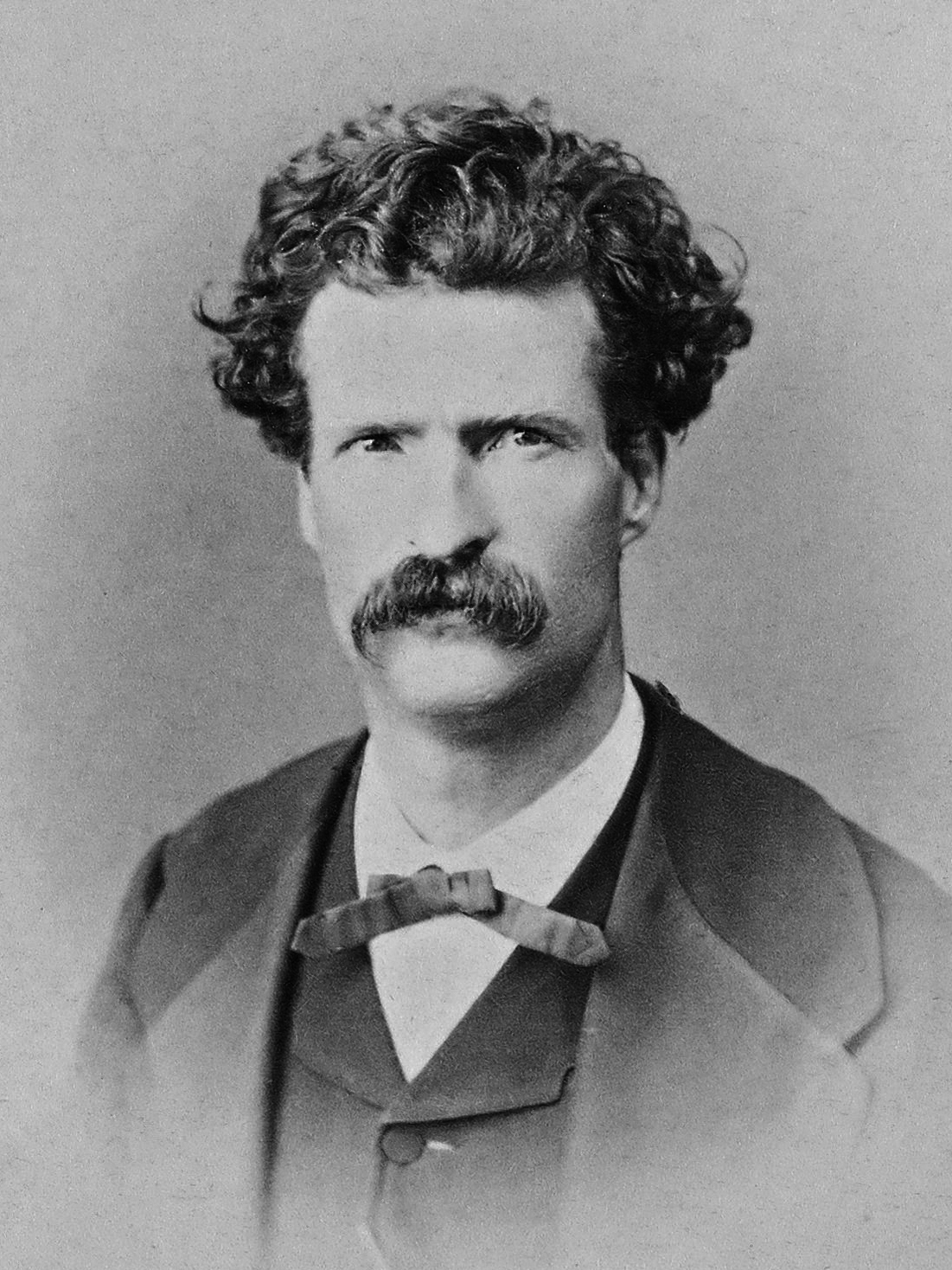
Twain en 1867.

Durante su viaje por el Mediterráneo, Charles Langdon le enseñó una foto de su hermana, Olivia, a la que llamaban habitualmente Livy; Twain afirmó haberse enamorado a primera vista. Se conocieron en persona en diciembre de 1867 e iniciaron un noviazgo a lo largo de 1868, mantenido sobre todo por carta; aunque Olivia rechazó su primera propuesta de matrimonio, al año siguiente se prometieron y en febrero de 1870 contrajeron matrimonio en Elmira (Nueva York). Olivia provenía de una familia rica pero liberal, y a través de ella Twain conoció a abolicionistas, socialistas, ateos por principios y activistas por los derechos de las mujeres y la igualdad social como Harriet Beecher Stowe, Frederick Douglass y el escritor y socialista utópico William Dean Howells, con el que entabló una profunda amistad.
La pareja se instaló en Búfalo (Nueva York), en una casa comprada por el padre de Livy, y su primer hijo, Langdon Clemens, nació en noviembre de 1870. En esa época Twain era copropietario del diario Buffalo Express, en el que trabajó como editor y redactor.
La familia se mudó a Hartford (Connecticut) en 1871, y en 1873 adquirieron los terrenos para construir su nueva casa al norte de la ciudad, y en la que se instalaron en 1874. El 2 de junio de 1872, al poco tiempo de trasladarse a Hartford y antes de instalarse en su nueva casa, su hijo Langdon murió de difteria con tan solo 19 meses de edad. Fue su único hijo varón, pero Olivia dio a luz a tres hijas: Olivia Susan (Susy, 1872-1896), Clara (1874-1962) y Jane (Jean, 1880-1909). El matrimonio de los Clemens duró 34 años, hasta la muerte de Olivia en 1904. Toda la familia está sepultada en el cementerio Woodlawn de Elmira.
Durante los años 1870 y los años 1880, Twain y su familia pasaban los veranos en Quarry Farm, una casa en Elmira que había adquirido el padre de Olivia para pasar las vacaciones y que a su muerte heredó su hija mayor, Susan. En 1874, Susan hizo construir un estudio de forma octogonal, separado de la casa principal, para que su cuñado tuviera un lugar tranquilo donde escribir. Durante los diecisiete años que pasaron en Hartford y los veinte en Quarry Farm, Twain escribió muchas de sus novelas clásicas, como Las aventuras de Tom Sawyer (1876), El príncipe y el mendigo (1881), Vida en el Misisipi (1883), Las aventuras de Huckleberry Finn (1885) y Un yanqui en la corte del Rey Arturo (1889). 
Twain realizó un segundo viaje a Europa, que describió en su libro de 1880 Un vagabundo en el extranjero.

### Interés por la ciencia y la tecnología

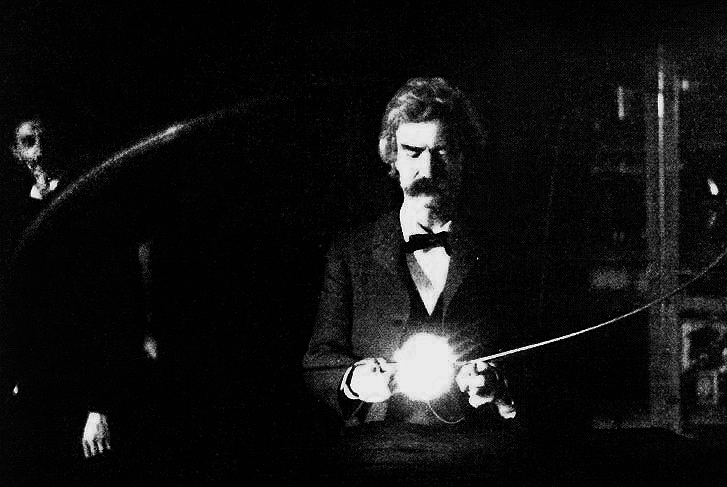
Twain en el laboratorio de Nikola Tesla (1894).

Twain mostró a lo largo de su vida un gran interés por la ciencia, la investigación científica y las nuevas tecnologías. Entabló una gran y prolongada amistad con Nikola Tesla, y ambos pasaron mucho tiempo juntos en el laboratorio de Tesla.
Twain patentó tres inventos, como una «Mejora de correas ajustables y desmontables para la ropa» (para sustituir a los tirantes) y un juego sobre anécdotas históricas. El que tuvo un mayor éxito comercial fue un libro de fotos autoadhesivas; tenía un pegamento seco en las páginas y solo se tenía que humedecer ligeramente antes de su uso.
Su libro Un yanqui en la corte del Rey Arturo está protagonizado por un viajero en el tiempo de los Estados Unidos contemporáneos, que utiliza sus conocimientos científicos para introducir la tecnología moderna en la Inglaterra arturiana. Este tipo de argumento se convirtió posteriormente en una característica frecuente de la ucronía o historia alternativa, un subgénero de la ciencia ficción.
En 1909, Thomas Alva Edison visitó a Twain en su casa en Redding, Connecticut y lo filmó. Una parte del metraje se utilizó en The Prince and the Pauper (1909), un cortometraje de dos bobinas.

### Problemas financieros

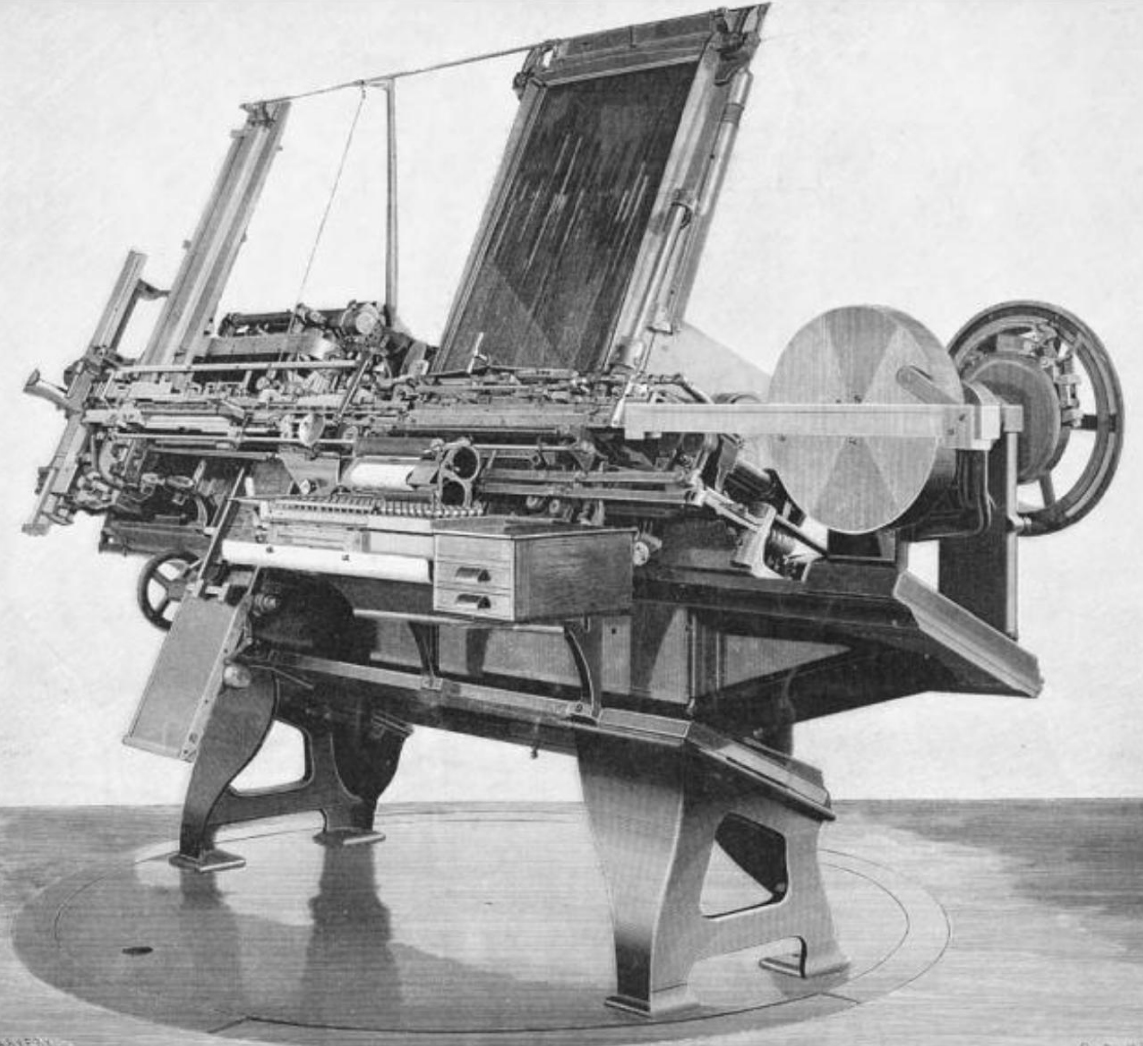
La compositora Paige, uno de los mayores fracasos de Twain como inversor.

Twain siempre careció de visión financiera y, aunque ganó mucho dinero con sus obras, perdió grandes sumas en diversas inversiones, generalmente en nuevos inventos y tecnología, muy especialmente en la compositora Paige, máquina diseñada para sustituir al tipógrafo humano en las imprentas, un ingenio mecánico muy avanzado que asombró durante su presentación pública, pero muy compleja y que necesitaba constantes ajustes; Twain invirtió en ella entre 200 000 y 300 000 dólares (una enorme cantidad de dinero para la época) a partir 1880 y durante los 14 años de su participación, pero antes de que pudiera ser perfeccionada quedó obsoleta por la introducción de la linotipia. El escritor no solo perdió la mayor parte de los ingresos obtenidos por sus libros, sino también una parte sustancial de la herencia de su esposa.
También perdió dinero con la empresa editora que había creado en 1885, la Charles L. Webster Company, que disfrutó de un gran éxito inicial con la publicación de libros como Memorias de Ulysses S. Grant o su propio Las aventuras de Huckleberry Finn, pero que finalmente terminó en bancarrota.
Gracias a sus escritos y conferencias, y a la ayuda de su nuevo amigo Henry H. Rogers, Twain pudo recuperarse económicamente. Su gran amistad con Rogers, directivo de la Standard Oil y un prominente empresario y financiero, se inició en 1893 y duró hasta su muerte, en 1909. Entre otras cosas, Rogers hizo que Twain presentara una declaración de quiebra de su editorial y que transfiriera los derechos de autor de sus obras a su esposa, Olivia, para impedir que los acreedores se hicieran con ellos. Rogers se hizo cargo de las finanzas de Twain hasta conseguir pagar todas sus deudas.
En 1895 Twain emprendió una gira de conferencias por Estados Unidos y alrededor del mundo para pagar la totalidad de las deudas a sus acreedores, aunque ya no tenía obligación legal de hacerlo. Sobre esta experiencia publicó su último libro de viajes, Siguiendo el Ecuador (1897), libro que le aportó unos necesarios ingresos. Volvió a los Estados Unidos en 1900, habiendo ganado suficiente dinero para satisfacer sus deudas.

### Últimos años

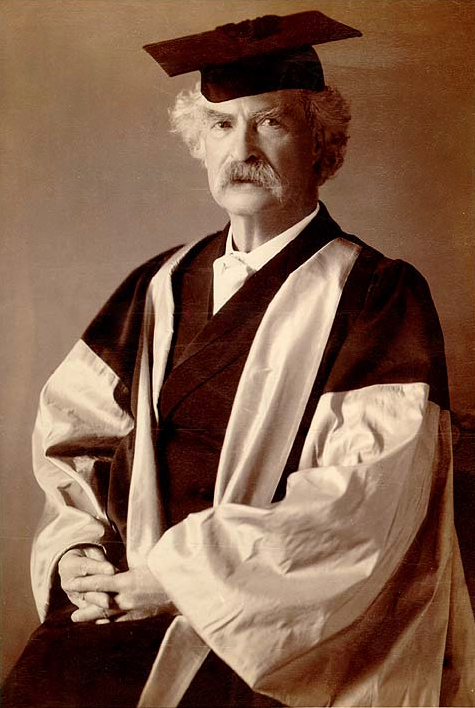
En 1907 recibió el título de doctor honoris causa por la Universidad de Oxford (Reino Unido).

En sus últimos años de vida, Twain pasó por un período de depresión profunda, situación que se reflejó en sus trabajos. En 1896 su hija Susy, de tan solo 24 años de edad, murió de meningitis. Tras vivir tres años en Riverdale, Nueva York, su esposa enfermó en 1903 y se trasladaron a Italia, buscando por recomendación médica un clima más cálido; vivieron en Villa di Quarto, en las afueras de Florencia, hasta que Olivia falleció en 1904 de un paro cardíaco. Clara, su hija mediana, se casó en 1909, pero su hija pequeña, Jean, murió la Nochebuena de ese mismo año, probablemente a causa de un ataque epiléptico, y su gran amigo Henry Rogers falleció repentinamente víctima de un ataque cerebral.
Entre 1906 y 1907, Twain publicó Chapters from My Autobiography a lo largo de 25 entregas en la revista literaria North American Review. En 1906 formó el Angel Fish and Aquarium Club, un club para muchachas a las que el autor veía, en cierta forma, como nietas sustitutas. Más de una docena de miembros del club tenían la edad de entre 10 y 16 años; Twain intercambiaba correspondencia con las muchachas del Angel Fish y las invitaba a jugar, a conciertos y al teatro. En 1908 escribió que el club era «la mayor satisfacción de su vida».
En 1907 recibió el título de doctor honoris causa por la Universidad de Oxford (Reino Unido). La ceremonia de entrega se celebró el 26 de junio de 1907 con la asistencia de un gran número de altas personalidades. Este doctorado fue un honor muy apreciado por Twain.
En 1909 Twain dijo:

I came in with Halley's Comet in 1835. It is coming again next year, and I expect to go out with it. It will be the greatest disappointment of my life if I don't go out with Halley's Comet. The Almighty has said, no doubt: 'Now here are these two unaccountable freaks; they came in together, they must go out together.' Oh! I am looking forward to that.
Vine al mundo con el cometa Halley en 1835. Vuelve de nuevo el próximo año, y espero marcharme con él. Será la mayor desilusión de mi vida si no me voy con el cometa Halley. El Todopoderoso ha dicho, sin duda: 'Ahora están aquí estos dos fenómenos inexplicables; vinieron juntos, juntos deben partir'. ¡Ah! Lo espero con impaciencia.

Su predicción se cumplió: Twain murió en Redding (Connecticut) de un ataque al corazón sobre las 6 de la tarde del 21 de abril de 1910, a los 74 años de edad, el día antes del perihelio del retorno a la Tierra del cometa.
Al enterarse de la muerte de Twain, el presidente William Howard Taft dijo:

Mark Twain gave pleasure―real intellectual enjoyment―to millions, and his works will continue to give such pleasure to millions yet to come. He never wrote a line that a father could not read to a daughter. His humor was American, but he was nearly as much appreciated by Englishmen and people of other countries as by his own countrymen. He has made an enduring part of American literature.
Mark Twain nos deleitó ―con auténtico placer intelectual― a millones de personas, y sus obras seguirán deleitando a millones más, aún por llegar. Nunca escribió una línea que un padre no pudiera leer a una hija. Su humor era estadounidense, pero era tan apreciado por los ingleses y gente de otros países como por sus propios compatriotas. Creó una parte imperecedera de la literatura estadounidense.

El funeral de Twain se celebró en la iglesia presbiteriana Old Brick en Nueva York, y fue enterrado en la parcela de la familia de su esposa en el Cementerio Woodlawn en Elmira (Nueva York).

## Su obra
An American loves his family. If he has any love left over for some other person he generally selects Mark Twain.
Un estadounidense ama a su familia. Si le sobra  algo de amor para otra persona por lo general escoge a Mark Twain.
Thomas Alva Edison.

En sus inicios como escritor, Twain escribía versos ligeros y humorísticos, pero evolucionó en un cronista de las vanidades, hipocresías y crueldades de la humanidad. A mitad de su carrera, con Huckleberry Finn combinó un humor fértil con una narración sólida y con la crítica social. Twain fue un maestro del lenguaje coloquial, y ayudó a crear y a popularizar una literatura estadounidense con personalidad propia, basada en temas y lenguaje norteamericanos. Muchas de sus obras han sido prohibidas por diferentes motivos; Las aventuras de Huckleberry Finn se han prohibido repetidamente a las escuelas secundarias estadounidenses, a menudo por su utilización frecuente de la palabra nigger («negro» o incluso «negrata», en inglés) para referirse a las personas de color, un término que era de uso común en el periodo previo a la Guerra de Secesión en el lugar donde se desarrolla la acción de la novela y que los defensores de esta obra argumentan que la utilización de ese estereotipo forma parte de la satírica forma de escribir del autor, pero que también puede tener una connotación racista y peyorativa.
Una relación completa de sus trabajos es casi imposible de compilar debido al enorme número de trabajos escritos por Twain (a menudo en periódicos poco conocidos) y el hecho de que utilizó varios seudónimos diferentes. Además, una gran parte de sus discursos y conferencias se ha perdido o no llegó a transcribirse; así, la recopilación de sus obras es un proceso todavía inacabado. Sus investigadores todavía encuentran en la actualidad trabajos publicados del autor.

### Primeros trabajos periodísticos y conferencias sobre viajes
En 1863, cuando trabajaba en el periódico de Virginia City Territorial Enterprise, Clemens conoció al abogado Tom Fitch, redactor del periódico de la competencia Virginia Daily Union y reputado orador (se le conocía como «pico de oro» del Pacífico); Twain atribuyó a Fitch ser la persona que le dio su «primera lección realmente provechosa» sobre como escribir. En 1866, Clemens dio una multitudinaria conferencia sobre las islas Sándwich (en la actualidad las Hawái) en Washoe, Nevada y, aunque Fitch consideró que su discurso había sido magnífico, dio algunos consejos sobre ciertos puntos del discurso que a su entender debería evitar en el futuro.

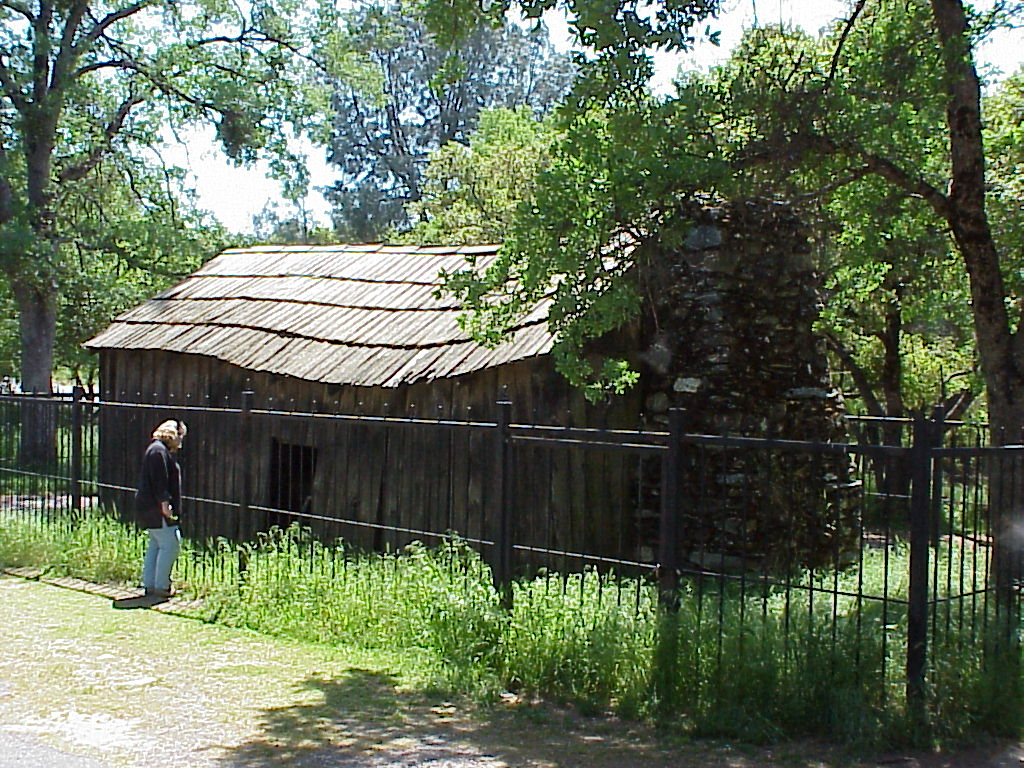
Cabaña donde Twain escribió su primer trabajo importante, La célebre rana saltarina del condado de Calaveras.

El primer trabajo importante de Twain, La célebre rana saltarina del condado de Calaveras, fue publicado en el New York Saturday Press con el título Jim Smiley and His Jumping Frog el 18 de noviembre de 1865. Este relato corto se hizo muy popular y atrajo la atención hacia su persona a escala nacional. Iba a ser publicado inicialmente en un libro de Artemus Ward que compilaba relatos sobre el viejo oeste, pero finalmente no pudo ser incluido en el mismo, probablemente por no haber llegado a tiempo para su inclusión.
Después de este estallido de popularidad, The Sacramento Union le encomendó la tarea de escribir cartas sobre sus experiencias de viajes para publicarlas en el diario, la primera de las cuales fue un trayecto en el vapor Ajax en su viaje inaugural en las islas Sándwich. Estas cartas humorísticas fueron la génesis de su trabajo con el diario de San Francisco Alta California, que lo nombró corresponsal en un viaje de San Francisco a Nueva York pasando por el Canal de Panamá. Mientras tanto, iba escribiendo cartas que publicaba aquí y allá, haciendo crónicas de sus experiencias con su característico humor burlón. El 8 de junio de 1867 se embarcó en el crucero de placer Quaker City en un viaje de cinco meses y medio de duración por Europa y Tierra Santa; fruto de esta experiencia es su primer libro de viaje, Los inocentes en el extranjero (The Innocents Abroad). Twain pasó una gran parte de su vida en el extranjero, y publicó en total cinco libros de viajes.
En 1872, Twain publicó su segunda obra de literatura de viajes, Pasando fatigas (Roughing It), en cierta medida una continuación de Los inocentes en el extranjero. Es una narración semiautobiográfica de su viaje a Nevada y el tiempo que vivió en el Oeste estadounidense; el libro parodia la sociedad estadounidense y la del Oeste del mismo modo que en Los inocentes criticaba diferentes países de Europa y Oriente Medio. En su siguiente obra mantiene la atención sobre la sociedad estadounidense de Pasando fatigas, pero se centra más en los acontecimientos de la época. La edad dorada: un cuento de hoy (The Gilded Age: A Tale of Today), de 1874, constituye un momento importante en su carrera, pues marca su transición desde los relatos cortos y libros de viaje hacia la novela y obras de ficción de mayor complejidad; la escribió con su vecino Charles Dudley Warner, y en ella satirizan la avaricia y la corrupción política tras la Guerra de Secesión. Es el único libro que Twain escribió en colaboración.
Dos de sus obras aprovecharon las experiencias del autor como piloto navegante en el río Misisipi. En Viejos tiempos en el Misisipi (Old Times on the Mississippi), una serie de relatos cortos publicados inicialmente en la revista Atlantic Monthly en 1875, Twain pasa por alto muchos de los aspectos sórdidos de la vida en el río y muestra el romanticismo y heroísmo en los vapores de ruedas del Misisipi. Esta serie de relatos son la base de su posterior Vida en el Misisipi.

### Consolidación como escritor
Su siguiente publicación importante fue Las aventuras de Tom Sawyer (The Adventures of Tom Sawyer, 1876), obra inspirada en su niñez, en Hannibal. Tom Sawyer tomaba como modelo al Twain niño, con detalles de dos compañeros de escuela, John Briggs y Will Bowen. En el libro aparece como personaje secundario Huckleberry Finn, inspirado en un amigo de la niñez de Twain, Tom Blankenship.
El príncipe y el mendigo (The Prince and the Pauper, 1881), aunque el argumento se utiliza con frecuencia en el cine y la literatura de hoy en día, no fue bien recibido. Narra la historia de dos chicos físicamente idénticos nacidos el mismo día, y sirve de base a una reflexión social cuando el príncipe y el mendigo intercambian sus roles. El príncipe y el mendigo fue su primera obra de ficción histórica, y algunas de sus limitaciones se atribuyen a su carencia de experiencia con la sociedad inglesa, y también al hecho de ser escrita después de un gran éxito.
Las aventuras de Huckleberry Finn (Adventures of Huckleberry Finn, 1884), lo consolidó como uno de los escritores estadounidenses más relevantes. Algunos autores la consideran, junto al Moby-Dick de Herman Melville, el inicio de la llamada «Gran Novela Norteamericana» y se volvió una lectura requerida en muchas escuelas, a lo largo de Estados Unidos. La revista estadounidense Newsweek la incluyó entre los 100 mejores libros de la historia, y una encuesta realizada en 2002, entre escritores de todo el mundo, la consideró también como una de las novelas más importantes de todos los tiempos. Huckleberry Finn es una secuela de Tom Sawyer y tiene un tono más serio que su predecesora. La premisa principal de Huckleberry Finn es la fe del joven en hacer lo correcto, aunque muchos crean que esté equivocado. Algunos estudios indican que a mediados de 1876, tras la publicación de Tom Sawyer, ya había escrito cuatrocientas páginas manuscritas de Huckleberry Finn y dejó de trabajar durante siete años después de este primer impulso creativo, terminando finalmente el libro en 1883; se cree que también estuvo trabajando durante ese tiempo en El príncipe y el mendigo y otras novelas como Un vagabundo en el extranjero (A Tramp Abroad), obra que narra un viaje de Twain por Europa central y del sur. La parte final de Huckleberry Finn es objeto de controversia. Algunos, como el crítico Leo Marx, opinan que Twain «perdió el valor», y Ernest Hemingway dijo:

If you read it, you must stop where the Nigger Jim is stolen from the boys. That is the real end. The rest is just cheating.
Si la lees, tienes que detenerte cuando el Negro Jim le es robado a los muchachos. Este es el auténtico final. El resto solo es un engaño.

Sin embargo, en el mismo ensayo, Hemingway también escribió:

All modern American literature comes from one book by Mark Twain called, Adventures of Huckleberry Finn.
Toda la literatura moderna norteamericana comienza desde el libro de Mark Twain titulado, Las aventuras de Huckleberry Finn.
Hemingway, The Green Hills of Africa, capítulo 1.

Cuando estaba próximo a finalizar Huckleberry Finn, publicó Vida en el Misisipi (Life on the Mississippi, 1883), trabajo basado en gran parte en una obra anterior, Viejos tiempos en el Misisipi; este libro de viaje y memorias trata sobre sus días como piloto navegante de un vapor de ruedas en el río Misisipi, y las nuevas experiencias de Twain, tras su vuelta veintidós años después. En esta obra se menciona la expresión mark twain, típica de los cantos de trabajo de los negros en los riverboats del Misisipi, que significa «marca dos», en referencia a dos brazas (3,6 m), el calado mínimo necesario para una navegación segura.

### Obras postreras
Tras la publicación de su obra más importante, Twain empezó a centrarse en sus iniciativas empresariales para mantenerlas viables, y para evitar las dificultades que encontraba a la hora de escribir. Se concentró en la publicación de las memorias del presidente Ulysses S. Grant por parte de la editorial que acababa de poner en marcha junto a su sobrino político: la Charles L. Webster & Company. Estas memorias tuvieron un gran éxito comercial. Entremedias encontró tiempo para escribir La historia privada de una campaña que fracasó (The Private History of a Campaign That Failed, 1885) para la revista The Century Magazine; en esta obra narraba su participación durante dos semanas en la milicia confederada durante la Guerra de Secesión.

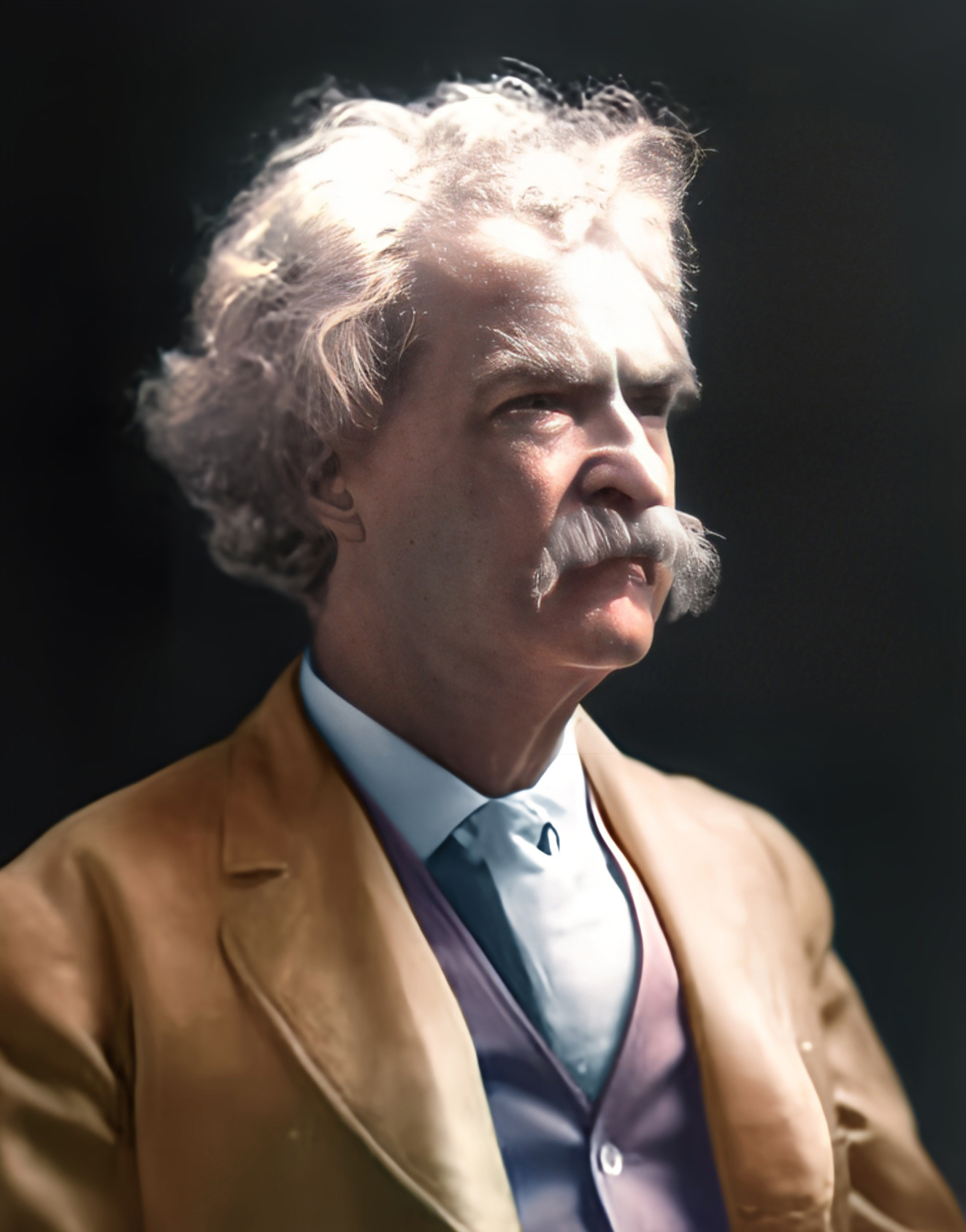
Twain en 1909.

Posteriormente se centró en la escritura de Un yanqui en la corte del Rey Arturo (A Connecticut Yankee in King Arthur's Court, 1889), novela donde manifiesta por primera vez su decepción con la política. Escrito con el mismo estilo de «ficción histórica» de El príncipe y el mendigo, en esta obra mostraba lo absurdo de las normas políticas y sociales situándolas en la corte del Rey Arturo. Comenzó a escribirlo en diciembre de 1885 y lo dejó algunos meses, hasta el verano de 1887, terminándolo durante la primavera de 1889.
En esta época empezó a escribir artículos y comentarios frenéticamente, cada vez con menos beneficios y muchos bajo distintos seudónimos, para poder pagar las facturas y mantener sus negocios, pero no fue suficiente; acabó declarándose en bancarrota en 1894.
Su siguiente novela, El bobo Wilson (The Tragedy of Pudd'nhead Wilson and the Comedy of The Extraordinary Twins, 1894), la escribió deprisa, puesto que Twain intentaba desesperadamente evitar la quiebra. Entre el 12 de noviembre y el 14 de diciembre de 1891, Twain escribió 60 000 palabras para esta obra. Los críticos han atribuido a estas prisas la causa de la mala organización de la novela, y las interrupciones constantes en la trama. Hay paralelismos entre esta obra y los fracasos financieros de Twain, en concreto su deseo del personaje principal de escapar de sus circunstancias y convertirse en otra persona. Como en El príncipe y el mendigo, esta novela también narra la historia de dos chicos nacidos el mismo día, que intercambian sus papeles en la vida.
En 1896 publicó la novela Recuerdos personales de Juana de Arco (Personal Recollections of Joan of Arc), obra dedicada a su esposa. A pesar de las críticas recibidas, Twain manifestó que era el trabajo del que se sentía más orgulloso, y al que dedicó 12 años para su conclusión. Esta novela había sido un sueño desde su niñez, y decía que había encontrado un manuscrito que detallaba la vida de Juana de Arco cuando era adolescente. Twain pensó que esta novela salvaría su editorial; su amigo y consejero financiero, Henry H. Rogers, le quitó esa idea de la cabeza y consiguió que dejara ese negocio, pero el libro se publicó igualmente.
Durante esta época de grandes dificultades financieras, Twain publicó varias críticas literarias en periódicos para obtener algo de dinero. Entre estas críticas destaca su famosa burla de James Fenimore Cooper, donde detallaba las «ofensas literarias» de este autor. Se convirtió en un crítico extremadamente mordaz, no solo de otros autores, sino también de otros críticos. Otros autores víctimas de los ataques de Twain durante este tiempo (desde alrededor de 1890 hasta su muerte) fueron George Eliot, Jane Austen y Robert Louis Stevenson. Además de ser un recurso para su estilo de crítica literaria de «uñas y dientes», Twain dice en varias cartas y ensayos que él lo consideraba «escritura de calidad», y pone énfasis en la concisión, la elección de las palabras adecuadas, y su realismo.
Su esposa Olivia murió en 1904 en Florencia, a donde se habían trasladado a causa de la enfermedad de ella, y tras un tiempo, Twain decidió publicar algunas de sus obras que a su mujer, su editora y censora de facto durante toda su vida juntos, no le habían acabado de gustar. El forastero misterioso (The Mysterious Stranger: A Romance), que narra varias visitas del sobrino de Satanás a la Tierra, es la más conocida, pero no llegó a publicarse en vida de Twain. Se encontraron tres versiones entre sus manuscritos, escritos entre 1897 y 1905, y debido a las confusiones entre los diferentes manuscritos se acabó publicando una mezcla de versiones y hasta hace poco no se pudo disponer de las versiones originales tal como las escribió el autor.

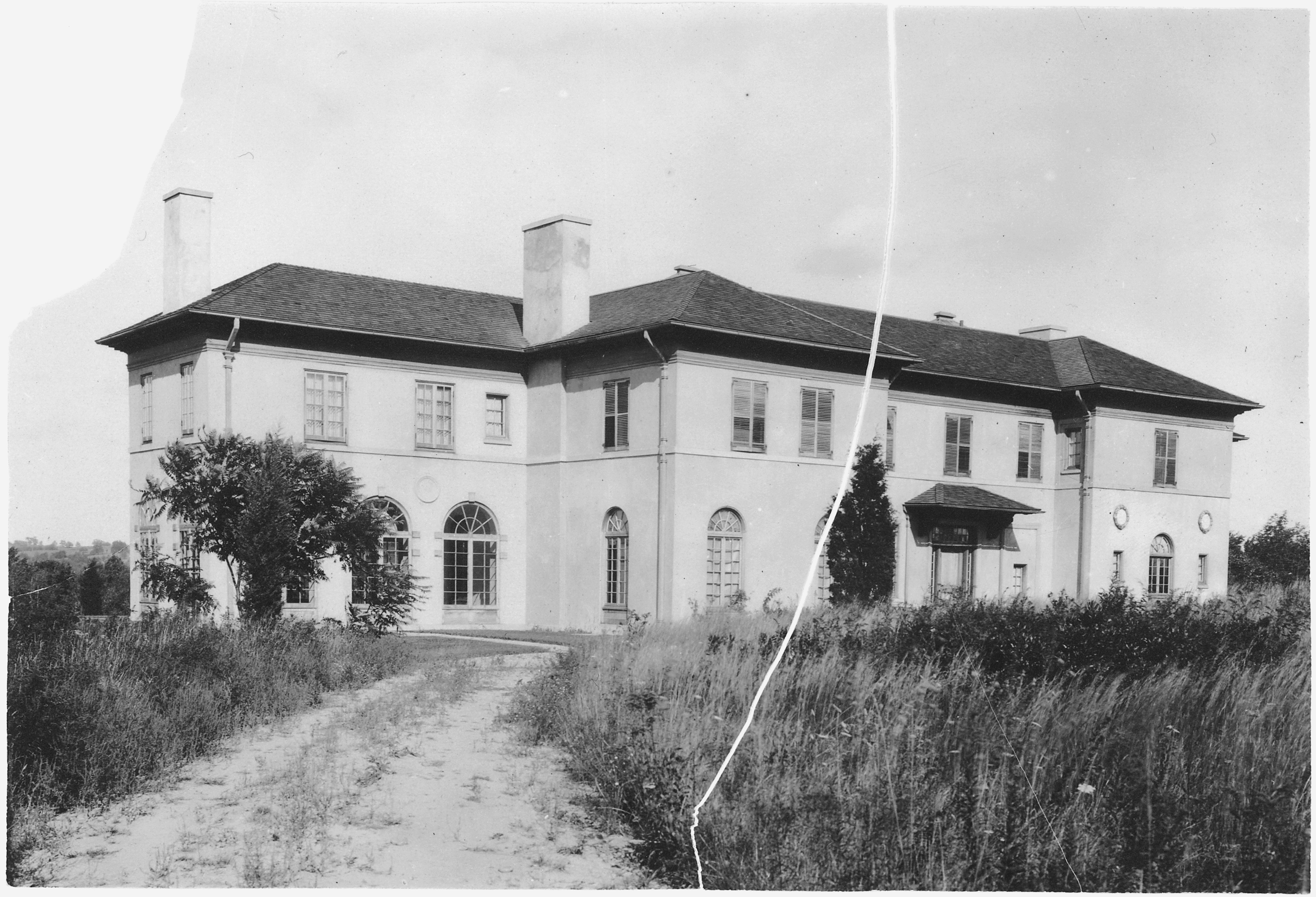
Hogar de los Clemens en Redding, Connecticut (1907).

Entre 1906 y 1907 publicó Chapters from My Autobiography a través de 25 entregas en la revista literaria North American Review. Twain consideró que sería más entretenida si contaba su vida a su antojo y no en orden cronológico; algunos editores reestructuraron estos extractos de una forma más convencional, eliminando así parte del humor de Twain. Inicialmente solo se publicaron algunas partes, ya que había dejado instrucciones para que no se publicara hasta 100 años después de su muerte. El primer volumen de la autobiografía, de más de 736 páginas, fue publicado por la Universidad de California en noviembre de 2010, 100 años después de su muerte, atendiendo a sus deseos. El libro pronto se convirtió en un éxito de ventas, lo que hace a Twain uno de los pocos autores que han publicado libros nuevos con éxito de ventas en tres siglos, el XIX, el XX y el XXI.

## Obras

### Novelas
- 1873: La edad dorada (The Gilded Age: A Tale of Today), con Charles Dudley Warner.
- 1876: Las aventuras de Tom Sawyer (The Adventures of Tom Sawyer)
- 1881: El príncipe y el mendigo (The Prince and the Pauper)
- 1884: Las aventuras de Huckleberry Finn (Adventures of Huckleberry Finn)
- 1889: Un yanqui en la corte del Rey Arturo (A Connecticut Yankee in King Arthur's Court)
- 1892: El pretendiente americano (The American Claimant)
- 1894: Tom Sawyer en el extranjero (Tom Sawyer Abroad)
- 1894: El bobo Wilson (The Tragedy of Pudd'nhead Wilson, and the Comedy of Those Extraordinary Twins)
- 1896: Recuerdos personales de Juana de Arco (Personal Recollections of Joan of Arc)
- 1896: Tom Sawyer detective (Tom Sawyer, Detective)
- 1907: La historia de un caballo (A Horse's Tale)
- 1916: El forastero misterioso (The Mysterious Stranger: A Romance). Obra póstuma.

### Colecciones de relatos
- 1874: The Choice Humorous Works of Mark Twain
- 1875: Relatos cortos: nuevos y antiguos (Mark Twain's Sketches, New and Old)
- 1888: Mark Twain's Library of Humor
- 1892: Narraciones humorísticas (Merry Tales)
- 1893: El billete de un millón de libras esterlinas (The £1,000,000 Bank Note and Other New Stories)
- 1900: El hombre que corrompió a Hadleyburg y otros relatos (The Man That Corrupted Hadleyburg and Other Stories and Essays)
- 1906: Un legado de 30 000 dólares (The $30,000 Bequest and Other Stories)

### Libros de viajes
- 1869: Los inocentes en el extranjero (The Innocents Abroad)
- 1872: Pasando fatigas (Roughing It)
- 1880: Un vagabundo en el extranjero (A Tramp Abroad)
- 1883: Vida en el Misisipi (Life on the Mississippi)
- 1897: Siguiendo el Ecuador (Following the Equator: A Journey Around the World)

### Ensayos
- 1876: Viejos tiempos en el Misisipi (Old Times on the Mississippi)
- 1897: How to Tell a Story, and Other Essays
- 1897: More Tramps Abroad
- 1907: Ciencia cristiana (Christian Science)

### Cuento infantil
- 2001: El rapto del príncipe Margarina (The Purloining of Prince Oleomargarine). Obra póstuma.

## Pensamiento

### Antiimperialismo
Las ideas de Twain se volvieron más radicales con la edad. En algunos comentarios, él mismo reconoció que su pensamiento cambió y se desarrolló a lo largo de su vida:

When I finished Carlyle’s French Revolution in 1871, I was a Girondin; every time I have read it since, I have read it differently – being influenced and changed, little by little, by life and environment ... and now I lay the book down once more, and recognize that I am a Sansculotte! – And not a pale, characterless Sansculotte, but a Marat.
Cuando terminé [la lectura de] la Revolución Francesa de Carlyle en 1871, yo era un girondino; cada vez que lo he vuelto a leer desde entonces, lo he visto de forma diferente – he sido influenciado y he cambiado, poco a poco, por la vida y el entorno... y ahora cojo el libro una vez más, ¡y reconozco que soy un sans culott! – Y no un sans culott macilento, de poco carácter, sino un Marat.

En el New York Herald del 15 de octubre de 1900, y en el contexto de la guerra filipino-estadounidense, Twain describe su transformación y despertar político:

[Yo solía ser] un encendido imperialista. Quería que el águila norteamericana fuera gritando sobre el Pacífico. ¿Por qué no desplegar sus alas sobre las Filipinas, me preguntaba?... Me decía a mi mismo, aquí hay un pueblo que ha sufrido durante tres siglos. Podemos hacer que sean tan libres como nosotros, darles un gobierno y un país propios, poner una miniatura de la Constitución de los Estados Unidos flotando en el Pacífico, comenzar una flamante nueva república que ocupara su lugar entre las naciones libres del mundo. Me parecía una gran tarea a la cual nos habíamos dedicado.

Pero he pensado un poco más, desde entonces, y he leído con cuidado el Tratado de París [que puso fin a la guerra hispano-estadounidense], y he visto que no tenemos la intención de liberar, sino de subyugar al pueblo de las Filipinas. Hemos ido allí a conquistar, no a liberar.

Debería ser, creo yo, nuestro placer y deber el hacer a aquella gente libre, y dejar que traten sus cuestiones domésticas a su manera. Y por eso soy antiimperialista. Estoy en contra de que el águila ponga sus garras en cualquier otra tierra.

Antes de 1899 Twain era un ardiente imperialista. A finales de los años 1860 y a principios de los años 1870 habló con firmeza a favor de los intereses norteamericanos en las islas Hawái. A mediados de los años 1890, como explicó posteriormente, era un encendido imperialista. Quería ver el águila estadounidense sobre el océano Pacífico. Dijo que la guerra con España de 1898 fuera «la guerra más honorable jamás luchada». En 1899 cambió de opinión, y a principios de los años 1900, hasta su muerte en 1910, Twain fue el vicepresidente de la «American Anti-Imperialist League» (Liga Antiimperialista Estadounidense), que se opuso a la anexión de las Filipinas por parte de los Estados Unidos y tenía «decenas de miles de miembros». Escribió muchos panfletos políticos para esta organización. Su Incident in the Philippines (Incidente en las Filipinas), publicado póstumamente en 1924, fue en respuesta a la «Masacre del Cráter Moro», donde murieron seiscientos moros filipinos. Muchos de sus escritos contra el imperialismo olvidados y no recopilados aparecieron por primera vez en forma de libro en 1992.
En 1905, a raíz de la guerra filipino-estadounidense, Twain escribió un relato corto pacifista titulado Oración de guerra (The War Prayer), en el que argumenta que el humanismo y la predicación del amor por parte del cristianismo son incompatibles con la guerra. El relato se envió a Harper's Bazaar para su publicación, pero el 22 de marzo de 1905 la revista rechazó la historia diciendo que «no era adecuada para una revista para mujeres». Ocho días más tarde le escribió una carta a su amigo Dan Beard, al que le había leído la historia, y le dijo «No creo que la oración se publique en mi tiempo. Solo a los muertos se les permite decir la verdad». Como el autor tenía un contrato en exclusiva con la editorial Harper & Brothers, que se negó a publicarlo por su carácter polémico en la época, Oración de guerra permaneció inédito hasta 1923. La obra se reeditó en los años 1960 como parte del material de la campaña de protestas contra la guerra de Vietnam.
También fue crítico con el imperialismo de otros países. En Siguiendo el Ecuador (Following the Equator), obra que Harper también se negó a publicar, expresa su «odio y condena del imperialismo de todo tipo». Fue muy crítico del imperialismo europeo, sobre todo con Cecil Rhodes, que expandió el Imperio británico, y de Leopoldo II de Bélgica; su Soliloquio del rey Leopoldo (King Leopold's Soliloquy) es una sátira política mordaz sobre su colonia privada, el Estado Libre del Congo.
Apoyaba a los revolucionarios rusos contra los reformistas, argumentando que había que sustituir al zar de forma violenta, porque de forma pacífica no funcionaría. Sus simpatías revolucionarias provenían en parte por el fruto de pasadas revoluciones, como la guerra revolucionaria estadounidense, e hizo manifestaciones en defensa de las revoluciones en el sentido de que siempre había motivo para que se produjeran:

I am said to be a revolutionist in my sympathies, by birth, by breeding and by principle. I am always on the side of the revolutionists, because there never was a revolution unless there were some oppressive and intolerable conditions against which to revolute.
Soy un revolucionario por mis simpatías, por nacimiento y por principio. Siempre estoy del lado de los revolucionarios, porque no ha habido nunca una revolución a menos que hubiera condiciones opresoras e intolerables contra las cuales había que sublevarse.

### Religión
Aunque era presbiteriano, a veces fue crítico con la religión organizada y con algunos elementos del cristianismo hacia el final de su vida. Escribió, por ejemplo, «La fe es creer lo que sabes que no es», y «Si Cristo estuviera aquí ahora, hay una cosa que no sería – cristiano». No obstante, en su madurez participó en discusiones religiosas y asistía a servicios religiosos, y recaudó fondos para construir una iglesia presbiteriana en Nevada en 1864, aunque se ha argumentado que solo lo hizo por la relación que tenía con su hermano Orion, miembro de esa iglesia. Su teología se desarrolló a medida que afrontaba las muertes de sus seres queridos y su propia mortalidad; sus propias experiencias y el sufrimiento de su familia le hicieron particularmente crítico con la llamada curación a través de la fe, así como con las ideas de Mary Baker Eddy y la ciencia cristiana.
Twain generalmente evitaba publicar sus opiniones más heréticas sobre la religión en vida, y se conocen a partir de ensayos e historias que se publicaron tras su muerte. En el ensayo Three Statements of the Eighties de la década de 1880, afirmaba que creía en un Dios todopoderoso, pero no en ningún mensaje, revelaciones divinas, libros sagrados como la Biblia, la divina providencia ni la recompensa de una vida después de la muerte. Sí que dijo que «la bondad, la justicia y la misericordia de Dios se manifiestan en sus obras», pero también que «el universo se gobierna por leyes estrictas e inmutables», que determinan «cuestiones menores» como por ejemplo quién muere en una epidemia. En otros momentos escribió o habló de forma que contradecía una visión deísta estricta, como por ejemplo profesando una creencia en la Providencia. En algunos escritos posteriores, en la década de 1890, fue menos optimista sobre la bondad de Dios, observando que «si nuestro Creador es todopoderoso para el bien o para el mal, no está bien de la cabeza». También conjeturó sardónicamente que quizás Dios había creado el mundo con todas sus torturas por algún otro propósito propio, pero era indiferente respecto a la humanidad, que era demasiado insignificante para merecer su atención.
En 1901 criticó las acciones de William Scott Ament (1851–1909) porque Ament y otros misioneros habían cobrado indemnizaciones punitivas en pueblos chinos después del Levantamiento de los bóxers de 1900. Un artículo con la reacción de Twain ante los métodos de Ament fue publicado en la revista North American Review en febrero de 1901, To the Person Sitting in Darkness (A la persona que se sienta en la oscuridad), con ejemplos del imperialismo en China, Sudáfrica, y con la ocupación estadounidense de las Filipinas. En un artículo posterior, To My Missionary Critics (A mis críticos del misionero) publicado en la misma revista en abril de 1901, continúa con su crítica, pero esta vez centrando sus ataques no en el misionero, sino en sus superiores, el Consejo Norteamericano de Comisarios para Misiones Extranjeras.
Tras la muerte del autor, su familia suprimió parte de su obra que era especialmente irreverente hacia la religión convencional, en especial Letters from the Earth (Cartas desde la Tierra), que no se publicó hasta que su hija Clara cambió de opinión en 1962 en respuesta a la propaganda soviética sobre el hecho de esconderla. The Mysterious Stranger, de contenido antirreligioso, se publicó el 1916. Little Bessie, una historia que ridiculizaba el cristianismo, se publicó por primera vez en la compilación de 1972 Mark Twain's Fables of Man. Su hija Clara comentó que hacia el final de la vida su padre pensó mucho sobre el tema de la vida después de la muerte; su hija dijo: «A veces creía que la muerte lo acababa todo, pero la mayor parte del tiempo estaba seguro de una vida más allá».
Durante sus años de trabajo en el Misisipi, Twain se unió a la francmasonería, y por entonces probablemente suscribió la doctrina de la organización. Perteneció a la logia Polar Star n.º 79 A.F.&A.M. con base en San Luis (Misuri), en la que se inició como Aprendiz el 22 de mayo de 1861, pasó al grado de Compañero el 12 de junio, y alcanzó el grado de Maestro el 10 de julio del mismo año; después fue relevado de la orden, posteriormente rehabilitado en 1867 y finalmente dimitió en octubre de 1868.

### Derechos civiles y de los trabajadores
Fue un firme partidario del abolicionismo y la emancipación, llegando a decir que la Proclamación de Emancipación de Lincoln «... no solo liberó a los esclavos negros, sino que también liberó a los blancos.» Sostuvo que los hombres que no eran de raza blanca no recibieron justicia en los Estados Unidos: «He visto chinos insultados y maltratados de todas las formas más bajas y cobardes que una naturaleza degradada puede idear... pero nunca vi a un chino vindicado en un tribunal de justicia por el trato injusto recibido.» Twain ayudó económicamente al menos a dos personas de color, una para que pudiera asistir a la Yale Law School y a otra para asistir a una universidad del sur y hacerse predicador.
Fue partidario incondicional de la emancipación de la mujer y defensor activo del sufragio femenino. Tuvo especial relevancia su famoso discurso del 20 de enero de 1901 Votes for Women, en el que exigía la concesión del derecho al voto de las mujeres.
Twain era admirador de la autora, activista política y oradora sordociega Helen Keller. La conoció, junto a su profesora Anne Sullivan, en una fiesta en Nueva York el invierno de 1894; Twain se preocupó porque su precaria situación financiera no afectara a sus estudios y las presentó a su amigo Henry Rogers, que, junto a su mujer, pagó la educación de Keller en el Radcliffe College.
Escribió de forma elogiosa sobre los sindicatos de la industria de los riverboats en Vida en el Misisipi, y sus escritos se leían en los locales sindicales décadas más tarde. Apoyó el movimiento obrero, especialmente a uno de los sindicatos más importantes, los Knights of Labor. En un discurso que escribió para ellos en 1886, dijo:

Who are the oppressors? The few: the King, the capitalist, and a handful of other overseers and superintendents. Who are the oppressed? The many: the nations of the earth; the valuable personages; the workers; they that make the bread that the soft-handed and idle eat.
¿Quiénes son los opresores? Los menos: el Rey, el capitalista, y un puñado de otros capataces y superintendentes. ¿Quiénes son los oprimidos? Los más: las naciones de la Tierra; los personajes valiosos; los trabajadores; ellos que hacen el pan que se comen los blandos y los ociosos.

## Legado
Más de cien años después de su muerte, el legado de Twain perdura en todo el mundo, especialmente en Estados Unidos. En su honor, diversas escuelas reciben su nombre, como la Escuela Primaria Mark Twain en Houston, Texas, que tiene una estatua del autor sentado en un banco, o la Escuela Media Mark Twain en Nueva York, así como diversos centros de educación secundaria en varios estados estadounidenses, como la Escuela Secundaria Samuel Clemens en Schertz, cerca de San Antonio, Texas, y otras estructuras, como el puente Mark Twain Memorial Bridge, situado sobre el río Misisipi cerca de Hannibal. El Ejército de los Estados Unidos cuenta con una instalación localizada en el distrito de Südstadt en Heidelberg, Alemania, que recibe el nombre de Mark Twain Village.
Existen diversos premios en su honor. En 1998, el Centro John F. Kennedy para las Artes Escénicas creó el Premio Mark Twain al Humor Americano, que se concede anualmente. El Premio Mark Twain es un premio concedido anualmente a un libro para niños que cursen del cuarto al octavo grado por la Asociación de Bibliotecarios Escolares de Misuri. La Universidad Stetson en DeLand (Florida) patrocina el Taller de Jóvenes Autores Mark Twain cada verano en la colaboración con el Mark Twain Boyhood Home & Museum en Hannibal; el programa está abierto para autores jóvenes que estudien entre los grados cinco y ocho. El museo también patrocina el Premio Docente Creativo Mark Twain.

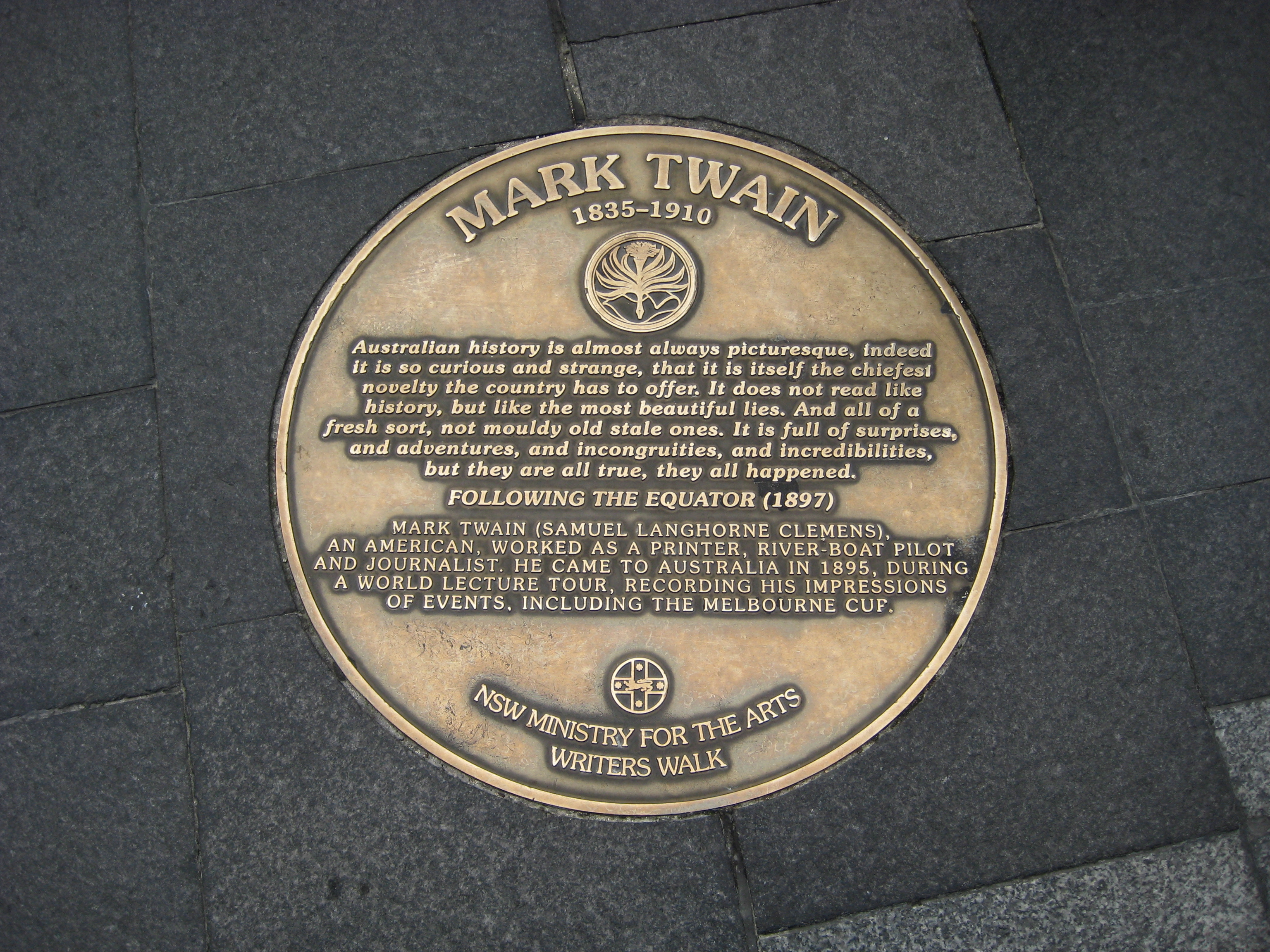
Placa en su honor en el Sydney Writers Walk del Festival Literario de Sídney, Australia.

Algunos edificios asociados a la vida del autor, incluidas algunas de sus múltiples viviendas, han sido conservados como museos. Su lugar de nacimiento se conserva en Florida (Misuri). El Hogar de la Infancia y Museo de Mark Twain en Hannibal (Misuri) conserva el escenario de algunos de los trabajos más conocidos del autor. La casa de la amiga de su infancia Laura Hawkins, de la que se dice que fue la inspiración para su personaje ficticio Becky Thatcher, se conserva como la «Thatcher House». En mayo de 2007 se abrió al público una meticulosa reconstrucción de la casa de Tom Blankenship, que inspiró el personaje de Huckleberry Finn. La casa familiar que construyeron en Hartford (Connecticut), donde él y su esposa criaron a sus tres hijas, es conservada y abierta al público como la Casa de Mark Twain.

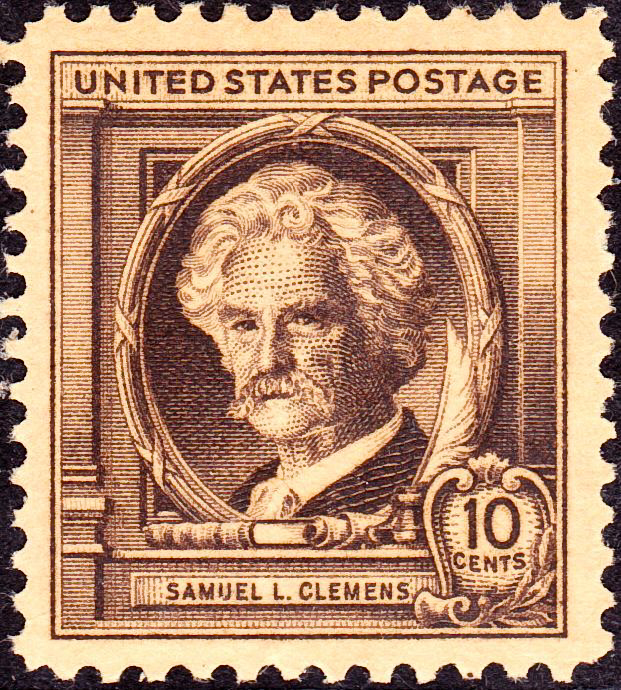
Sello del Servicio Postal con su efigie.

El asteroide descubierto en 1976 denominado (2362) Mark Twain, recibió este nombre en su honor. Se han emitido varios sellos postales en honor del autor y de sus obras en los Estados Unidos.
El actor Hal Holbrook creó un espectáculo unipersonal llamado Mark Twain Tonight!, monólogo que ha realizado con regularidad durante más de 57 años. El emitido por la CBS en 1967 le proporcionó un Premio Emmy. De las tres temporadas en Broadway (1966, 1977 y 2005), con la primera consiguió un Premio Tony.